# Ulrike Böker

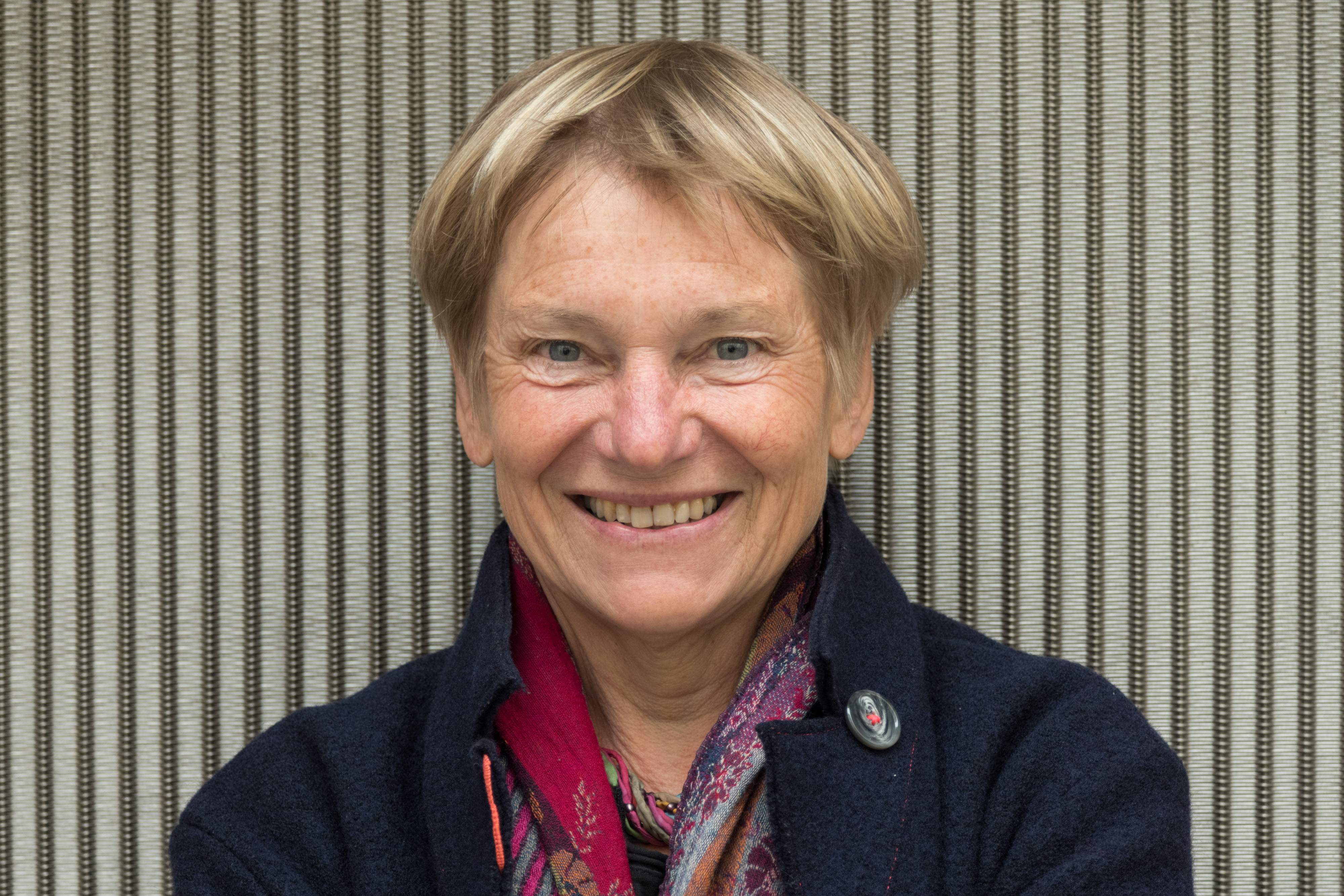
Ulrike Böker (2019)

Ulrike Maria Böker (* 2. September 1956 in Linz) ist eine österreichische Politikerin. Vom 23. Oktober 2015 bis Oktober 2021 war sie Landtagsabgeordnete für die Grünen im Oberösterreichischen Landtag. Vom 17. November 2023 bis zum 23. Oktober 2024 war sie Abgeordnete zum Nationalrat.

## Leben

### Ausbildung und beruflicher Werdegang
Ulrike Böker ist in Ottensheim aufgewachsen, besuchte dort die Volks- und Hauptschule. Nach ihrer Ausbildung zur Damen- und Herrenkleidermacherin ließ sie sich zur Kindergartenpädagogin ausbilden.
Von 1984 bis 1991 war Böker Mitarbeiterin des Architekturbüros Projektgruppe 4100, freie Mitarbeiterin im OK - Offenes Kulturhaus (1991), Büroleiterin des Festival der Regionen (1995) und von 1996 bis 2000 Organisationsassistentin der Meisterklasse Architektur an der Kunstuniversität Linz. Anschließend war sie drei Jahre lang Geschäftsführerin des Festival der Regionen und hatte von 2000 bis 2001 einen Lehrauftrag für Organisation und Management an der Kunstuniversität Linz. Sie war Projektleiterin des Stationentheaters "Barbaren" im Rahmen des Festival der Regionen in Ottensheim 1999 und leitete das Projekt "Kulturschiff" im Rahmen der oö. Landesausstellung 2000 in Ottensheim.
Böker war und ist in diversen oberösterreichischen Kultureinrichtungen aktiv. Seit 1987 ist sie Mitarbeiterin der Kulturgruppe Arge Granit Ottensheim. Von 1996 bis 2001 war sie Vorstandsmitglied und Obfrau der oö. Kulturplattform KUPF und von 2001 bis 2004 Mitglied des oö. Landeskulturbeirates, von 2015 bis 2023 war Böker Vorstandsmitglied des Vereins Landluft. Böker ist Beirätin von FIFITU%, der Vernetzungsstelle für Frauen in Kunst und Kultur in Oberösterreich.

### Politischer Werdegang
1997 war Böker Gründungsmitglied der Bürgerliste pro O. Ottensheim. Von 1998 bis 2003 war sie als Vertreterin der Bürgerliste pro O. Gemeinderätin in Ottensheim. 2003 wurde sie zur Bürgermeisterin von Ottensheim gewählt. Während ihrer 12-jährigen hauptberuflichen Tätigkeit als Bürgermeisterin wurde in Ottensheim ein neues Amtshaus, ein Gebäude für Kleinkinderbetreuung und eine Werkstätte für die Polytechnische Schule errichtet. Zudem wurde die Neue Mittelschule umfassend saniert und im Zuge der Neugestaltung einer zentralen Straße (Linzer Straße) eine Begegnungszone errichtet. Zudem wurde ein Lokale-Agenda 21-Prozess und ein Projekt zur Belebung der Gebäude im Ortskern realisiert. In diesem Zeitraum wurde die Gemeinde mit zahlreichen Preisen ausgezeichnet, wie beispielsweise Baukulturpreis 2012 (Verein Landluft in Kooperation mit dem Österreichischen Gemeindebund), Friedrich Moser-Würdigungspreis 2011/2012 und 2006, VCÖ-Mobilitätspreis 2011, OÖ Landespreis für Umwelt und Natur 2005 und 2008.
Von 2002 bis 2015 war Böker Obmannstellvertreterin der Leader-Region uwe - Urfahr West. Ab dem 23. Oktober 2015 war sie auf der Landesliste bei den Grünen als Abgeordnete des oö. Landtages und dort Bereichssprecherin für Baurecht, Gemeinden, Personalwesen, Raumordnung und Wohnpolitik. Sie war Mitglied des Ausschusses für Kommunales in Land- und Forstwirtschaft und des Ausschusses für Wohnbau, Baurecht und Naturschutz. Nach der Landtagswahl 2021 schied sie aus dem Landtag aus.
Ende Oktober 2023 wurde bekannt, dass Böker für Clemens Stammler nach dessen Rücktritt in den Nationalrat nachrücken wird. Die Angelobung erfolgte am 21. November 2023.

### Sonstiges
Ulrike Böker lebt in Ottensheim und hat vier Kinder. Seit 1975 ist sie Sopranistin des Chores Tonart Ottensheim.

## Publikationen und Vorträge

### Publikationen
- Baukultur machen Menschen wie du und ich in: Das Buch vom Land – Geschichten von kreativen Köpfen und g'scheiten Gemeinden Herausgeber: Christoph Isopp und Roland Gruber (Eigenverlag), Februar 2015

### Vorträge
- Alpbach Talks: Wohnen der Zukunft am 5. März 2014[8]
- Symposium "Super-Stadt, die Katastrophe", 23. Oktober 2014[9][10]
- "Was soll, was bewirkt Raumordnung?" am 3. September 2015 bei den Baukulturgesprächen am European Forum Alpbach 2015[11]

## Auszeichnungen
- Platz 1 (OÖ) bei der Wahl der nachhaltigste Bürgermeister Österreichs 2011[12]
- Platz 1 (OÖ) bei der Wahl der nachhaltigen GestalterInnen 2011 des Magazin Lebensart[13]
- Hans-Kudlich-Preis 2014 des Ökosozialen Forum Österreich[14]
- „Change-Maker“, Kurier 2014[15]
- 2022: Silbernes Ehrenzeichen des Landes Oberösterreich[16]